# 大卫·墨菲
大衛·保羅·梅菲（英語：David Paul Murphy，1984年3月1日—）是一名已退役英格蘭職業職業足球員，在達勒姆郡的哈特爾浦出生，場上司職左邊衛。

## 球會生涯

### 米杜士堡
大衛·梅菲出身米杜士堡，在2001年8月簽下職業合約。9月11日的聯賽盃對北安普顿賽事中首次上場並打進首個職業進球，以3-1取勝。在下一輪聯賽盃中再次代表球隊上場，但球隊2-1不敵布莱克本流浪者。2002年2月16日的足總盃再度上場對布莱克本流浪者，這次以1-0淘汰對手。三天後他以替補球員方式，首次在英超上場並以2-1擊敗富勒姆。首個賽季墨菲在聯賽上場5次，盃賽3次及打進1球。
2002/03賽季首場比賽對南安普顿，他雖然以先發方式上場，但15分鐘後便被科林·库珀入替。隨後一直坐冷板至2003年1月11日對南安普顿的賽事，獲得20分鐘出場時間.。隨後在聯賽共上場6次，最後一次是在3月22日對查尔顿竞技以先發方式上場，但在半場被法兰科·克德鲁入替換出。
2003/04賽季，他因為斷腳而缺席大部份賽季，在2004年3月外借到英乙球會班士利以獲得比賽機會鍛鍊。在3月13日對谢周三的賽事首次出場，墨菲犯錯導致對方前鋒古伊莱·恩杜姆布-恩桑古攻入個人第二球，最終球隊以2-1戰敗。他的犯錯並沒有使他失去位置，3天後出戰奥尔德姆的比賽，以1-1和局收場。在效力巴恩斯利期間共上場10次，最後一次在5月8日以3-2戰勝斯托克港。

### 喜伯年
由於未能躋身一隊，在2004年夏季被母會放棄，之後他加盟蘇超球會喜伯年，並成為球隊的主力，更協助喜伯年贏得2007年蘇格蘭聯賽盃。

### 伯明翰
2008年1月17日大衛·梅菲重返英格蘭聯賽，以150萬英鎊轉投英超的伯明翰城。2月2日對德比郡的賽事中首次代表球會上場，取代舊隊友法蘭科·克德魯。他在聯賽最後一場首次為球隊取得入球，但仍不足以挽救伯明翰城降班英冠的命運。翌季大衛·梅菲成為球隊的首選左邊衛，但在季末遭受髕骨爆裂而錯過伯明翰城重返英超的整個球季，其位置由原本擔任中堅的代替。
2010年8月大衛·梅菲傷愈復出，並在聯賽盃對罗奇代尔的賽事中打開記錄。傷愈復出的他未能動搖已鞏固左邊衛位置的列治維的正選席位，於球隊擊敗阿仙奴的英格蘭聯賽盃決賽僅擔任沒有上場的板凳球員。2011/12賽季，伯明翰獲得參加歐洲賽資格，而他在作客布鲁日的賽事中更取得首個歐洲賽進球，以2-1擊敗對手。由於列治維的受傷，大衛·墨菲終於重奪正選左閘位置，全季所有賽事出場47次更取得7個入球，協助球隊獲得升班附加賽的參賽席位。季後伯明翰與大衛·梅菲續約兩年，留隊直到2014年夏季。
2012年11月，墨菲由膝盖软骨受损而缺席球季餘下所有比賽。2013年9月對谢周三比賽中以先發球員身份復出，球隊以4-1大勝，在對米尔沃尔的比賽更打進兩球，助球隊4-0大勝。在10月結束前共上場6次，但由於膝盖舊患使他需要進一步治療。2014年3月3日，長期受到傷患影響的他宣佈結束職業生涯。

## 榮譽
喜百年
- 蘇格蘭聯賽盃冠軍：2007年；

伯明翰城
- 英格蘭聯賽盃冠軍：2011年；

## 外部連結
- 足球数据库：大卫·墨菲的球员统计数据